# Banditi a Milano
Banditi a Milano és una pel·lícula italiana dramàtica del 1968 dirigida per Carlo Lizzani. Es tracta, en particular, de les empreses criminals de la banda Cavallero que van ensangonar els carrers de Milà a principis de tardor de 1967. En particular, la pel·lícula se centra en el robatori de l'agència Banco di Napoli n.11 a Largo Zandonai.
La tarda del 25 de setembre del mateix any, immediatament després del robatori a un banc, els lladres van escampar terror i mort durant trenta minuts i van enfrontar-se a trets perseguint pels carrers de la ciutat. La pel·lícula va ser seleccionada entre les 100 film italiani da salvare. També havia de competir en el 21è Festival Internacional de Cinema de Canes, però el festival fou cancel·lat degut als esdeveniments del maig de 1968 a França.
Juntament amb la pel·lícula Svegliati e uccidi, també dirigida per Carlo Lizzani i estrenada dos anys abans, es considera el precursor del filó policíac i també va suposar el debut cinematogràfic d'Agostina Belli.

## Sinopsi
Després d'un intent de linxament, es roda un documental per reconstruir els fets que van portar als ciutadans de Milà a explotar davant d'una violència extrema després d'un robatori.
En una entrevista, el comissari de policia Basevi ressegueix els canvis que s'han produït al món subterrani milanès després dels canvis socials derivats del boom econòmic: l'extorsió dels propietaris de clubs nocturns i cases de joc clandestines, l'extorsió, el comportament diferent i més violent dels criminals, la reticència i el silenci dels que pateixen l'assetjament del mercat negre, el nou reclutament a la prostitució i la crueltat envers els que intenten fugir-ne.
Un lladre ferit que va intentar fugir a peu és salvat per la policia de la multitud enfurismada per la furiosa sagnia dels bandolers que han creuat la ciutat disparant salvatgement. Aquest gàngster, Bartolini, informa sobre una organització dirigida per Piero Cavallero que porta a terme atacs i agressions terroristes.
Una d'aquestes incursions està planificada i realitzada amb gran detall; els membres de la banda disparen per escapar-se, però la policia segueix les seves pistes, arresta els membres de la banda un darrere l'altre i finalment també arracona a Cavallero. Quan és trobat i arrestat en una finca abandonada, gràcies a un avís de la població, converteix la seva derrota en una victòria posant-se en posat triomfal davant dels periodistes reunits.

## Repartiment
- Gian Maria Volonté - Piero Cavallero
- Tomas Milian - Commissario Basevi
- Don Backy - Sante Notarnicola
- Ray Lovelock - Donato 'Tuccio' Lopez
- Ezio Sancrotti - Adriano Rovoletto 'Bartolini'
- Piero Mazzarella - Piva
- Laura Solari - mare de Tuccio
- Peter Martell - EL Protector
- Margaret Lee - Prostituta
- Carla Gravina - Anna
- Luigi Rossetti - Lladre
- María Rosa Sclauzero - Secretària de Piero
- Ida Meda - Esposa de Piero
- Tota Ruta - Club Hitman
- Evi Rossi Scotti
- Gianni Bortolotti
- Agostina Belli - Ragazza in ostaggio
- Pupo De Luca- Uomo della 1100
- Giovanni Ivan Scratuglia
- Gianni Pulone
- Umberto Di Grazia
- Enzo Consoli

## Producció i distribució
La pel·lícula es va fer durant els set mesos posteriors a la detenció de la banda i, per tant, abans de començar el judici. També hi va haver un recurs legal en un intent de bloquejar la seva estrena als cinemes. A la pel·lícula, tot i que les referències a personatges reals són òbvies, els noms es van canviar o ometre.
La pel·lícula es va estrenar el 30 de març de 1968 al Teatro Carignano de Torí. La pel·lícula va tenir uns ingressos totals d'1.768.000.000 de lires en aquell moment, cosa que la convertí en la vuitena taquilla a Itàlia de la temporada 1967-68.

## Reconeixements
- 2 David di Donatello 1968: millor director i millor productor[10]
- Nastri d'argento 1969: Millor guió[11]